# James Dickey
James Dickey (ur. 2 lutego 1923 w Atlancie, zm. 19 stycznia 1997 w Columbii, Karolina Południowa) – popularny amerykański poeta i powieściopisarz. Zaliczany do nurtu deep image. Znany przede wszystkim jako autor zekranizowanej powieści Deliverance (Wybawienie) z 1970.

## Życiorys
Urodził się w Buckhead, będącym przedmieściem Atlanty. Jego rodzicami byli Eugene and Maibelle Swift Dickeyowie. Wychowywała go babcia. Jako nastolatek bardziej interesował się sportem niż literaturą. Uprawiał piłkę nożną. Przez rok studiował na Clemson University, po czym – po przystąpieniu Stanów Zjednoczonych do II wojny Światowej – wstąpił do lotnictwa, gdzie, służąc w 418 dywizjonie myśliwców nocnych, odbył ponad sto misji bojowych na Pacyfiku. Po powrocie z frontu wybrał karierę akademicką, uzyskując najpierw bakalaureat (1949), a następnie magisterium (1950) na Vanderbilt University w Nashville w stanie Tennessee, wrócił jednak do służby jako instruktor w czasie wojny koreańskiej. Zapisał się także na Rice University w Houston w Teksasie. Studiował antropologię, filozofię, astronomię i języki obce, jak również literaturę angielską. Został wykładowcą na University of Florida, ale odszedł z uczelni po obyczajowych kontrowersjach wokół niektórych jego wierszy, które zostały uznane za obsceniczne. Podjął pracę w agencji reklamowej McCann-Ericson. Po wydaniu pierwszego tomiku poświęcił się zawodowemu uprawianiu literatury. Otrzymał Guggenheim Fellowship. dzięki temu stypendium wraz z rodziną mógł spędzić rok we Włoszech. Od 1966 do 1968 pełnił funkcję konsultanta do spraw poezji przy Bibliotece Kongresu, później przemianowaną na tytuł Poety-Laureata. Utwór The Strength of the Fields napisał na okazję inauguracji prezydentury Jimmy’ego Cartera. Był uważany za autorytet w dziedzinie poezji. W 1989 został sędzią w konkursie Yale Series of Younger Poets. Zmarł po długiej chorobie w Karolinie Południowej w 1997. Pracował do końca jako nauczyciel poezji, mimo że z racji niewydolności płuc w sali wykładowej stale potrzebował aparatu tlenowego.

## Rodzina
Prywatnie James Dickey był dwa razy żonaty. Jego pierwszą żoną była Maxine Syerson, którą poślubił w 1948. Miał z nią dwóch synów, Kevina i Christophera. Kiedy zmarła w 1976, bardzo szybko ożenił się ponownie. Jego drugą żoną była Deborah Dodson; po trzech latach małżeństwa urodziła im się córka, Bronwen Elaine.

## Twórczość
James Dickey był płodnym twórcą. Pozostawił po sobie obszerne dzieło literackie. Debiutował tomikiem Into the Stone w 1960, później wydał zbiorki Drowning with Others (1962), Helmets (1964), Buckdancer’s Choice (1965), Poems 1957–1967 (1967), The Zodiac (1976), The Whole Motion (1992) i Selected Poems (1998). Pisał też prozę. Najbardziej znana jego powieść to Deliverance (Wybawienie) (sfilmowana 1972, w rolach głównych wystąpili Burt Reynolds i Jon Voight). Utwór przyniósł mu popularność, jaką rzadko cieszą się poeci. Był on naturalistycznym, brutalnym opisem spływu kajakowego czterech przyjaciół, którzy postanowili uciec od cywilizacji do dzikiej, pierwotnej puszczy. Miał małą rolę w filmie jako szeryf. Oprócz wierszy i powieści Dickey pisał także teksty krytyczne, eseje i dzienniki. W 2013 ukazały się The Complete Poems of James Dickey, pod redakcją Warda Briggsa.
Niezależnie od głosów krytycznych na temat jego osoby i twórczości, James Dickey jest nadal wysoko ceniony i uważany za jednego z najważniejszych twórców poezji amerykańskiej wieku XX. Poeta był chwalony za ambitne, radykalne eksperymentowanie z językiem, zwłaszcza jego składnią, i odważne ukazywanie siły pierwotnych instynktów u ludzi i zwierząt, przeciwstawionych złudnemu bezpieczeństwu świata cywilizowanego.

## Tłumaczenia
W Polsce wybór wierszy Jamesa Dickeya pod tytułem Wnętrze rzeki w opracowaniu Tadeusza Sławka ukazał się w serii Humanum Est krakowskiego Wydawnictwa Literackiego. Opublikowana też została, w tłumaczeniu Julity Wroniak, powieść Wybawienie (1988).